# Jeghnik
Jeghnik – wieś w Armenii, w prowincji Aragacotn. W 2011 roku liczyła 336 mieszkańców.